# フルヴォイェ・チュスティッチ
フルヴォイェ・チュスティッチ（Hrvoje Ćustić, 1983年10月21日 - 2008年4月3日）は、クロアチア出身の元サッカー選手。ポジションは、MF、FW。

## 概要
2000年 - 2005年途中までNKザダル、2005年途中から2007年途中までNKザグレブ、2007年途中から2008年途中まで再びNKザダルでプレーした。
2008年3月29日、クロアチア1部リーグプルヴァHNLでのツィバリヤ戦の試合中にピッチに隣接した壁に衝突し昏睡状態になり入院していたが、5日後の4月3日に亡くなった。享年24。

## エピソード
元クロアチア代表のゴールキーパー、ダニエル・スバシッチはユース時代からの親友であり、事故が起きる直前にゴールキックでチュスティッチにボールを供給したのもスバシッチであった。スバシッチが代表正GKとして臨んだ2018 FIFAワールドカップベスト16のデンマーク戦で勝利した際には、チュスティッチの姿がプリントされたアンダーシャツ姿になり、彼に勝利を捧げた。
また、ルカ・モドリッチはU-21クロアチア代表で共にプレーしたチームメイトである。